# Chaouis
Els chaouis o shawies (amazic: icawiyen) són una ètnia amaziga que viu a les regions d'Aurès, Nememcha i Belezma situades al voltant de les muntanyes d'Aurès. També viuen a l'àrea de Tébessa i altres parts d'Algèria oriental coextensives amb l'antiga Numídia, així com en algunes poques viles adjacents a Tunísia. S'anomenen a si mateixos Išawiyen/Icawiyen (pronunciat iʃawijən) i parlen el shawiya.

## Territori
En l'Aurès, els chaouis es troben a les zones situades al nord del massís: les muntanyes i planes de Belezma, la regió dels xots i l'altiplà de Constantina.

Mapa lingüístic del nord-est d'Algèria

Des de la perspectiva de divisió administrativa, les poblacions chaouis es troben principalment a les províncies de Batna de Khenchela, d'Oum El Bouaghi, Tebessa, Souk Ahras, Guelma i Constantina, sinó també a les de Biskra (M'Chouneche, Meziraa) Souk Ahras, Setif, M'Sila i Annaba, Skikda i Mila i la Petita Cabília, a Bordj Bou Arreridj.

## Llengua
Els chaoui tradicionalment parlen shawiya (en amazics Tachawit) que pertany la fracció amaziga de la família de llengües afroasiàtiques, i és una varietat de les llengües zenates.

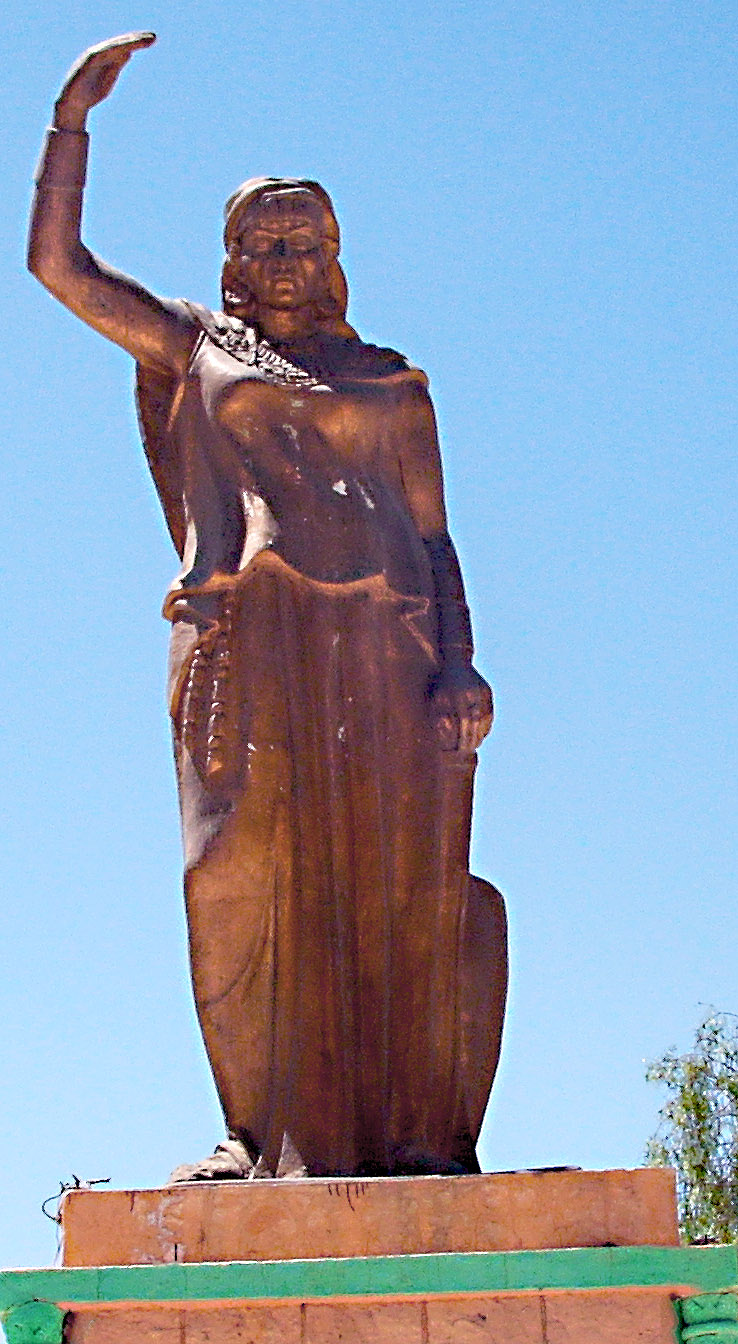
Reina Kàhina

El shawiya està molt properament relacionades amb les llengües parlades a la regió de l'Aurès (en amazic Awras) d'Algèria oriental i àrees properes incloses les províncies de Batna, Khenchela, el sud de Sétif, Oum El Bouaghi, Souk Ahras, Tebessa, i la part nord de Biskra.
Recentment el shawiya, juntament amb el cabil, ha començat a aconseguir certa importància cultural, a causa dels moviments culturals i polítics amazics a Algèria.

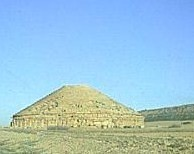
Medghassen, lloc d'enterrament dels reis de Numídia

## Història
Històricament, les muntanyes Awras (aurés) han servit de refugi a les tribus amazigues, que forma una base de la resistència contra els romans, vàndals, romans d'Orient i àrabs. Era també un districte de Algèria que existia abans i després de la Guerra d'Algèria, de 1954 a 1962. Va ser en aquesta zona on es va iniciar la Guerra d'Independència d'Algèria per combatents de la llibertat amazics.
El patriarca dels amazics es creu que era Medghassen, ancestre comú dels zenates i de tots els botri. Ibn Hazm va declarar que els amazics procedien del Iemen, però Ibn Khaldun les classes en la categoria des Canaan versus Cam. Els historiadors moderns classifiquen els amazics de la regió en el grup dels gètuls format pels zenetes (principalment els habitants d'Aurès a l'edat mitjana). Ibn Khaldun va indicar que els zenetes eren amazics. Els historiadors moderns inclouen aquesta zona amaziga dins del grup dels númides i getuls o en altres més antigues com meixweix, massilis i mazax, dels quals posteriorment s'haurien format els zenetes (principalment, els habitants dels Aurès a l'edat mitjana). Els clans chaoui coneguts per Ibn Khalduns eren els famosos Ifrēn, maghrawa, deyrawa, abdalwadites, hawwara i auraba.
Segons de Slane, traductor dels texts de Ibn Khaldun, etimològicament el terme Chaoui / Sha'wi ve d'"ich", que vol dir banya, en referència al déu nacional dels númides, Amon, que es representa com un cap humà amb les banyes d'un carner. Això els lliga amb els zenates, que van emigrar des de Numidia a moltes parts del nord d'Àfrica (com les muntanyes del Rif, les muntanyes Chenoua, Líbia i Timimoun).
Després de la independència d'Algèria, els chaouis estaven localitzats a la regió Aurèsia. Representen el primer grup ètnic a Algèria i el segon grup de parla amaziga quant a nombre de parlants, sent la primera Cabília.